# Рікардо Родрігес (футболіст)
Рікардо Родрігес (нім. Ricardo Rodríguez, 25 серпня 1992, Цюрих) — швейцарський футболіст іспансько-чилійського походження, лівий захисник іспанського клубу «Реал Бетіс» та збірної Швейцарії.

## Клубна кар'єра

### «Цюрих»
Вихованець школи «Цюриха», в клубі з 2002 року. Дебютував на позиції захисника у складі основної команди 21 березня 2010 року в матчі проти «Беллінцони», вийшовши на заміну на 32-й хвилині замість Ханну Тіхінена. У сезоні 2010/2011 завоював титул віце-чемпіона країни.

### «Вольфсбург»
13 січня 2012 року Рікардо підписав 4-річний контракт з німецьким «Вольфсбургом». 21 січня 2012 року він дебютував у матчі проти «Кельна» (перемога 1:0). Протягом наступних п'яти з половиною років провів 184 матчів за «вовків» в усіх змаганнях, включаючи 149 ігор Бундесліги.

### «Мілан»
У травні 2017 року підписав чотирічний контракт з італійським «Міланом», якому трансфер гравця обійшовся у 15 мільйонів євро. У своєму дебютному сезоні в Італії був стабільним гравцем основного складу, провів 47 матчів за міланську команду в усіх змаганнях. Наступного сезону також був основним лівим захисником «россонері», але згодом почав програвати конкуренцію.
Провівши протягом першої половини сезону 2019/20 лише п'ять матчів у Серії A, 30 січня 2020 року був відданий в оренду до нідерландського ПСВ, в якому протягом другої половини сезону зіграв лише одним матчем більше.

### «Торіно»
19 серпня 2020 року уклав чотирирічний контракт з «Торіно». За чотири роки в клубі він провів 129 матчів у всіх турнірах і забив один гол. Родрігес покинув клуб 1 липня 2024 року, коли закінчився термін його контракту.

### «Реал Бетіс»
6 серпня 2024 року клуб Ла Ліги «Реал Бетіс» оголосив про підписання контракту з Родрігесом до 30 червня 2026 року.

## Кар'єра в збірній
У збірній до 17 років брав участь у чемпіонаті світу 2009 року в Нігерії, де став чемпіоном світу. 
3 липня 2012 року був включений до складу олімпійської збірної Швейцарії на Олімпіаду 2012 в Лондоні.
Раніше, 7 жовтня 2011 року, дебютував й у національній збірній у матчі проти Уельсу, але дебют виявився невдалим: швейцарці програли 0:2. 
2014 року був включений до заявки збірної на тогорічний чемпіонат світу у Бразилії. На турнірі взяв участь в усіх чотирьох матчах своєї збірної, яка вибула з боротьби на стадії 1/8 фіналу.
На Євро-2016 швейцарці знову дійшли до первого раунду плей-оф (1/8 фіналу), а Родрігес також був гравцем стартового складу в усіх іграх команди на турнірі.
2018 року був включений до заявки збірної для участі у своїй другій світовій першості — тогорічному чемпіонаті світу в Росії, який провів як основний гравець на лівому фланзі захисту, взявши участь у всіх чотирьох іграх швейцарців на турнірі.
У травні 2019 року він зіграв у фіналі чотирьох Ліги націй УЄФА 2019 року. У півфіналі він реалізував пенальті у ворота Португалії, але це не допомогло його команді, оскільки Швейцарія програла з рахунком 1:3. Через чотири дні Родрігес відіграв 87 хвилин у матчі за третє місце, де швейцарці зіграли внічию 0:0 з Англією та програли 5:6 у серії пенальті, залишившись без медалей.
У червні 2021 року Родрігес був включений до складу збірної Швейцарії на перенесений Євро-2020, де він виходив у стартовому складі у всіх п’яти матчах, а швейцарці дійшли до чвертьфіналу, де поступилися Іспанії.
27 вересня 2022 року зіграв свій 100-й матч за збірну Швейцарії, вийшовши у стартовому складі матчу Ліги націй УЄФА 2022/23 проти збірної Чехії (2:1).
На чемпіонаті світу 2022 року в Катарі Родрігес зіграв у всіх чотирьох матчах команди, дійшовши до 1/8 фіналу, де швейцарці програли Португалії з рахунком 6:1.
15 червня 2024 року Родрігес зіграв у стартовому матчі Швейцарії на Євро-2024 проти Угорщини (3:1), провівши свій 22 матчі на великому міжнародному турнірі, чим встановив новий рекорд для збірної Швейцарії.

## Статистика виступів

### Статистика клубних виступів
Станом на 13 жовтня 2020 року
| Сезон                  | Команда                | Чемпіонат              | Чемпіонат | Чемпіонат | Національний кубок | Національний кубок | Національний кубок | Міжнародні кубки | Міжнародні кубки | Міжнародні кубки | Інші змагання | Інші змагання | Інші змагання | Усього | Усього |
| Сезон                  | Команда                | Ліга                   | Ігор      | Голів     | Ліга               | Ігор               | Голів              | Ліга             | Ігор             | Голів            | Ліга          | Ігор          | Голів         | Ігор   | Голів  |
| ---------------------- | ---------------------- | ---------------------- | --------- | --------- | ------------------ | ------------------ | ------------------ | ---------------- | ---------------- | ---------------- | ------------- | ------------- | ------------- | ------ | ------ |
| 2009–10                | «Цюрих»                | СЛ                     | 6         | 0         | -                  | -                  | -                  | -                | -                | -                | -             | -             | -             | 6      | 0      |
| 2010–11                | «Цюрих»                | СЛ                     | 13        | 1         | КШ                 | 2                  | 0                  | -                | -                | -                | -             | -             | -             | 15     | 1      |
| 2011-січ. 2012         | «Цюрих»                | СЛ                     | 16        | 1         | КШ                 | 2                  | 0                  | ЛЧ+ЛЄ            | 4+5              | 0+0              | -             | -             | -             | 27     | 1      |
| Усього за «Цюрих»      | Усього за «Цюрих»      | Усього за «Цюрих»      | 35        | 2         |                    | 4                  | 0                  |                  | 9                | 0                |               |               |               | 48     | 2      |
| січ.-черв. 2012        | «Вольфсбург»           | БЛ                     | 17        | 0         | -                  | -                  | -                  | -                | -                | -                | -             | -             | -             | 17     | 0      |
| 2012–13                | «Вольфсбург»           | БЛ                     | 24        | 0         | КН                 | 3                  | 0                  | -                | -                | -                | -             | -             | -             | 27     | 0      |
| 2013–14                | «Вольфсбург»           | БЛ                     | 34        | 5         | КН                 | 4                  | 2                  | -                | -                | -                | -             | -             | -             | 38     | 7      |
| 2014–15                | «Вольфсбург»           | БЛ                     | 26        | 6         | КН                 | 4                  | 1                  | ЛЄ               | 9                | 3                | -             | -             | -             | 39     | 10     |
| 2015–16                | «Вольфсбург»           | БЛ                     | 24        | 2         | КН                 | 2                  | 0                  | ЛЧ               | 9                | 1                | СН            | 1             | 0             | 36     | 3      |
| 2016–17                | «Вольфсбург»           | БЛ                     | 24        | 2         | КН                 | 3                  | 0                  | -                | -                | -                | -             | -             | -             | 27     | 2      |
| Усього за «Вольфсбург» | Усього за «Вольфсбург» | Усього за «Вольфсбург» | 149       | 15        |                    | 16                 | 3                  |                  | 18               | 4                |               | 1             | 0             | 184    | 22     |
| 2017–18                | «Мілан»                | A                      | 34        | 1         | КІ                 | 4                  | 0                  | ЛЄ               | 9                | 3                | -             | -             | -             | 47     | 4      |
| 2018–19                | «Мілан»                | A                      | 35        | 0         | КІ                 | 2                  | 0                  | ЛЄ               | 3                | 0                | СІ            | 1             | 0             | 41     | 0      |
| 2019-січ. 2020         | «Мілан»                | A                      | 5         | 0         | КІ                 | 0                  | 0                  | -                | -                | -                | -             | -             | -             | 5      | 0      |
| Усього за «Мілан»      | Усього за «Мілан»      | Усього за «Мілан»      | 74        | 1         |                    | 6                  | 0                  |                  | 12               | 3                |               | 1             | 0             | 93     | 4      |
| січ.-черв. 2020        | ПСВ                    | ЕД                     | 6         | 0         | КН                 | 0                  | 0                  | ЛЧ+ЛЄ            | 0+0              | 0+0              | -             | -             | -             | 6      | 0      |
| 2020–21                | «Торіно»               | A                      | 0         | 0         | КІ                 | 0                  | 0                  | -                | -                | -                | -             | -             | -             | 0      | 0      |
| Усього за кар'єру      | Усього за кар'єру      | Усього за кар'єру      | 264       | 18        |                    | 26                 | 3                  |                  | 39               | 7                |               | 2             | 0             | 331    | 28     |

### Статистика виступів за збірну
Станом на 13 жовтня 2020 року
| Дата       | Місто               | Господарі         | Результат               | Гості                | Турнір                                         | Голи | Примітки |
| ---------- | ------------------- | ----------------- | ----------------------- | -------------------- | ---------------------------------------------- | ---- | -------- |
| 7-10-2011  | Суонсі              | Уельс             | 2 – 0                   | Швейцарія            | Відбір до ЧЄ 2012                              | -    | 62'      |
| 11-10-2011 | Базель              | Швейцарія         | 2 – 0                   | Чорногорія           | Відбір до ЧЄ 2012                              | -    |          |
| 11-11-2011 | Амстердам           | Нідерланди        | 0 – 0                   | Швейцарія            | товариський матч                               | -    |          |
| 15-11-2011 | Люксембург          | Люксембург        | 0 – 1                   | Швейцарія            | товариський матч                               | -    |          |
| 29-2-2012  | Берн                | Швейцарія         | 1 – 3                   | Аргентина            | товариський матч                               | -    |          |
| 15-8-2012  | Спліт               | Хорватія          | 2 – 4                   | Швейцарія            | товариський матч                               | -    | 62'      |
| 7-9-2012   | Любляна             | Словенія          | 0 – 2                   | Швейцарія            | Відбір до ЧС 2014                              | -    | 90'      |
| 11-9-2012  | Люцерн              | Швейцарія         | 2 – 0                   | Албанія              | Відбір до ЧС 2014                              | -    |          |
| 12-10-2012 | Берн                | Швейцарія         | 1 – 1                   | Норвегія             | Відбір до ЧС 2014                              | -    |          |
| 16-10-2012 | Рейк'явік           | Ісландія          | 0 – 2                   | Швейцарія            | Відбір до ЧС 2014                              | -    |          |
| 14-11-2012 | Туніс (місто)       | Туніс             | 1 – 2                   | Швейцарія            | товариський матч                               | -    | 46'      |
| 6-2-2013   | Афіни               | Греція            | 0 – 0                   | Швейцарія            | товариський матч                               | -    |          |
| 23-3-2013  | Нікосія             | Кіпр              | 0 – 0                   | Швейцарія            | Відбір до ЧС 2014                              | -    |          |
| 8-6-2013   | Женева              | Швейцарія         | 1 – 0                   | Кіпр                 | Відбір до ЧС 2014                              | -    |          |
| 14-8-2013  | Базель              | Швейцарія         | 1 – 0                   | Бразилія             | товариський матч                               | -    |          |
| 6-9-2013   | Берн                | Швейцарія         | 4 – 4                   | Ісландія             | Відбір до ЧС 2014                              | -    |          |
| 10-9-2013  | Осло                | Норвегія          | 0 – 2                   | Швейцарія            | Відбір до ЧС 2014                              | -    |          |
| 11-10-2013 | Тирана              | Албанія           | 1 – 2                   | Швейцарія            | Відбір до ЧС 2014                              | -    |          |
| 5-3-2014   | Санкт-Галлен        | Швейцарія         | 2 – 2                   | Хорватія             | товариський матч                               | -    |          |
| 30-5-2014  | Люцерн              | Швейцарія         | 1 – 0                   | Ямайка               | товариський матч                               | -    | 83'      |
| 3-6-2014   | Люцерн              | Швейцарія         | 2 – 0                   | Перу                 | товариський матч                               | -    |          |
| 15-6-2014  | Бразиліа            | Швейцарія         | 2 – 1                   | Еквадор              | ЧС 2014 - 1-й етап                             | -    |          |
| 20-6-2014  | Салвадор (Бразилія) | Швейцарія         | 2 – 5                   | Франція              | ЧС 2014 - 1-й етап                             | -    |          |
| 25-6-2014  | Манаус              | Гондурас          | 0 – 3                   | Швейцарія            | ЧС 2014 - 1-й етап                             | -    |          |
| 1-7-2014   | Сан-Паулу           | Аргентина         | 1 – 0 д.ч.              | Швейцарія            | ЧС 2014 - 1/8 фіналу                           | -    |          |
| 8-9-2014   | Базель              | Швейцарія         | 0 – 2                   | Англія               | Відбір до ЧЄ 2016                              | -    |          |
| 9-10-2014  | Любляна             | Словенія          | 1 – 0                   | Швейцарія            | Відбір до ЧЄ 2016                              | -    |          |
| 14-10-2014 | Серравалле          | Сан-Марино        | 0 – 4                   | Швейцарія            | Відбір до ЧЄ 2016                              | -    |          |
| 27-3-2015  | Люцерн              | Швейцарія         | 3 – 0                   | Естонія              | Відбір до ЧЄ 2016                              | -    |          |
| 14-6-2015  | Вільнюс             | Литва             | 1 – 2                   | Швейцарія            | Відбір до ЧЄ 2016                              | -    |          |
| 5-9-2015   | Базель              | Швейцарія         | 3 – 2                   | Словенія             | Відбір до ЧЄ 2016                              | -    |          |
| 8-9-2015   | Лондон              | Англія            | 2 – 0                   | Швейцарія            | Відбір до ЧЄ 2016                              | -    |          |
| 9-10-2015  | Санкт-Галлен        | Швейцарія         | 7 – 0                   | Сан-Марино           | Відбір до ЧЄ 2016                              | -    | 62'      |
| 25-3-2016  | Дублін              | Ірландія          | 1 – 0                   | Швейцарія            | товариський матч                               | -    | 78'      |
| 29-3-2016  | Цюрих               | Швейцарія         | 0 – 2                   | Боснія і Герцеговина | товариський матч                               | -    | 65'      |
| 28-5-2016  | Женева              | Швейцарія         | 1 – 2                   | Бельгія              | товариський матч                               | -    |          |
| 3-6-2016   | Лугано              | Швейцарія         | 2 – 1                   | Молдова              | товариський матч                               | -    | 63'      |
| 11-6-2016  | Ланс                | Албанія           | 0 – 1                   | Швейцарія            | ЧЄ 2016 - 1-й етап                             | -    |          |
| 15-6-2016  | Париж               | Румунія           | 1 – 1                   | Швейцарія            | ЧЄ 2016 - 1-й етап                             | -    |          |
| 19-6-2016  | Лілль               | Швейцарія         | 0 – 0                   | Франція              | ЧЄ 2016 - 1-й етап                             | -    |          |
| 25-6-2016  | Сент-Етьєн          | Швейцарія         | 1 – 1 д.ч. (4 – 5 п.п.) | Польща               | ЧЄ 2016 - 1/8 фіналу                           | -    |          |
| 6-9-2016   | Базель              | Швейцарія         | 2 – 0                   | Португалія           | Відбір до ЧС 2018                              | -    |          |
| 7-10-2016  | Будапешт            | Угорщина          | 2 – 3                   | Швейцарія            | Відбір до ЧС 2018                              | 1    |          |
| 10-10-2016 | Андорра-ла-Велья    | Андорра           | 1 – 2                   | Швейцарія            | Відбір до ЧС 2018                              | -    |          |
| 13-11-2016 | Люцерн              | Швейцарія         | 2 – 0                   | Фарерські острови    | Відбір до ЧС 2018                              | -    | 73'      |
| 31-8-2017  | Санкт-Галлен        | Швейцарія         | 3 – 0                   | Андорра              | Відбір до ЧС 2018                              | -    |          |
| 3-9-2017   | Рига                | Латвія            | 0 – 3                   | Швейцарія            | Відбір до ЧС 2018                              | 1    |          |
| 10-10-2017 | Лісабон             | Португалія        | 2 – 0                   | Швейцарія            | Відбір до ЧС 2018                              | -    |          |
| 9-11-2017  | Белфаст             | Північна Ірландія | 0 – 1                   | Швейцарія            | Відбір до ЧС 2018                              | 1    |          |
| 12-11-2017 | Базель              | Швейцарія         | 0 – 0                   | Північна Ірландія    | Відбір до ЧС 2018                              | -    |          |
| 23-3-2018  | Афіни               | Греція            | 0 – 1                   | Швейцарія            | товариський матч                               | -    | 80'      |
| 3-6-2018   | Віла-Реал (Іспанія) | Іспанія           | 1 – 1                   | Швейцарія            | товариський матч                               | 1    | 78'      |
| 8-6-2018   | Лугано              | Швейцарія         | 2 – 0                   | Японія               | товариський матч                               | 1    | 73'      |
| 17-6-2018  | Ростов-на-Дону      | Бразилія          | 1 – 1                   | Швейцарія            | ЧС 2018 - 1-й етап                             | -    |          |
| 22-6-2018  | Калінінград         | Сербія            | 1 – 2                   | Швейцарія            | ЧС 2018 - 1-й етап                             | -    |          |
| 27-6-2018  | Нижній Новгород     | Швейцарія         | 2 – 2                   | Коста-Рика           | ЧС 2018 - 1-й етап                             | -    |          |
| 3-7-2018   | Санкт-Петербург     | Швеція            | 1 – 0                   | Швейцарія            | ЧС 2018 - 1/8 фіналу                           | -    |          |
| 8-9-2018   | Санкт-Галлен        | Швейцарія         | 6 – 0                   | Ісландія             | Ліга націй УЄФА 2018-2019 - 1-й етап           | -    |          |
| 11-9-2018  | Лестер              | Англія            | 1 – 0                   | Швейцарія            | товариський матч                               | -    | 46'      |
| 12-10-2018 | Брюссель            | Бельгія           | 2 – 1                   | Швейцарія            | Ліга націй УЄФА 2018-2019 - 1-й етап           | -    |          |
| 18-11-2018 | Люцерн              | Швейцарія         | 5 – 2                   | Бельгія              | Ліга націй УЄФА 2018-2019 - 1-й етап           | 1    |          |
| 23-11-2018 | Тбілісі             | Грузія            | 0 – 2                   | Швейцарія            | Відбір до ЧЄ 2020                              | -    |          |
| 26-3-2019  | Базель              | Швейцарія         | 3 – 3                   | Данія                | Відбір до ЧЄ 2020                              | -    | 46'      |
| 5-6-2019   | Порту               | Португалія        | 3 – 1                   | Швейцарія            | Ліга націй УЄФА 2018-2019 - півфінал           | 1    |          |
| 9-6-2019   | Гімарайнш           | Швейцарія         | 0 – 0 д.ч. (5 – 6 п.п.) | Англія               | Ліга націй УЄФА 2018-2019 - матч за 3-тє місце | -    | 87'      |
| 5-9-2019   | Дублін              | Ірландія          | 1 – 1                   | Швейцарія            | Відбір до ЧЄ 2020                              | -    |          |
| 8-9-2019   | Сьйон               | Швейцарія         | 4 – 0                   | Гібралтар            | Відбір до ЧЄ 2020                              | 1    |          |
| 12-10-2019 | Копенгаген          | Данія             | 1 – 0                   | Швейцарія            | Відбір до ЧЄ 2020                              | -    | 76' 88'  |
| 15-10-2019 | Лансі               | Швейцарія         | 2 – 0                   | Ірландія             | Відбір до ЧЄ 2020                              | -    |          |
| 15-11-2019 | Санкт-Галлен        | Швейцарія         | 1 – 0                   | Грузія               | Відбір до ЧЄ 2020                              | -    |          |
| 18-11-2019 | Гібралтар           | Гібралтар         | 1 – 6                   | Швейцарія            | Відбір до ЧЄ 2020                              | -    | 18'      |
| 3-9-2020   | Львів               | Україна           | 2 – 1                   | Швейцарія            | Ліга націй УЄФА 2020-2021 - 1-й етап           | -    |          |
| 6-9-2020   | Базель              | Швейцарія         | 1 – 1                   | Німеччина            | Ліга націй УЄФА 2020-2021 - 1-й етап           | -    | 64'      |
| 7-10-2020  | Санкт-Галлен        | Швейцарія         | 1 – 2                   | Хорватія             | товариський матч                               | -    | 46'      |
| 10-10-2020 | Мадрид              | Іспанія           | 1 – 0                   | Швейцарія            | Ліга націй УЄФА 2020-2021 - 1-й етап           | -    |          |
| 13-10-2020 | Кельн               | Німеччина         | 3 – 3                   | Швейцарія            | Ліга націй УЄФА 2020-2021 - 1-й етап           | -    |          |
| Усього     |                     | Матчів            | 76                      |                      | Голів                                          | 8    |          |

## Досягнення
«Цюрих»
- Віце-чемпіон Швейцарії (1): 2010/11

  «Вольфсбург»
- Володар Кубка Німеччини (1): 2014/15
- Володар Суперкубка Німеччини (1): 2015

Збірні
- Чемпіон світу (U-17): 2009

## Особисте життя
У Рікардо Родрігеса є брати, які так само є футболістами. Старший Роберто та молодший Франсіско, який як і Рікардо, був гравцем «Вольфсбурга».